# 광주 삼리 구석기유적
광주 삼리 구석기유적(廣州 三里 舊石器遺蹟)은 대한민국 경기도 광주시 곤지암읍 삼리 곤지암 도자공원 일원에 있는 구석기시대 유적이다. 2003년 4월 21일 경기도의 기념물 제188호로 지정되었다.

## 개요
유적의 대부분은 경기도 종축장(경기도 축산위생연구소) 터를 중심으로 분포하고 있었다. 삼리 구석기 유적은 노곡천과 곤지암천이 서로 합류하는 서쪽 부분에 위치하며, 유적 언저리에는 나즈막한 산줄기가 흘러내리고 있으며, 사철 메마르지 않은 물줄기가 발달하여 있다. 이러한 지형조건은 당시 구석기인들의 삶에 알맞은 생활터전을 마련해주었다. 삼리 유적에서 찾은 유물은 약 4천여 점에 이르고 있어, 한강 이남지역에서 펼쳐졌던 경기도의 구석기문화를 이해하는데 이 유적이 차지하는 중요성은 매우 높다.
삼리 유적의 구석기시대 유물은 지금부터 1만년 이전에 쌓인 갈색 또는 짙은 갈색의 토양층에서 주로 발견되었다. 조사된 지점에 따라 약간의 차이는 있지만, 고토양층 밑으로는 강물의 영향을 받아 쌓인 자갈층이 폭넓게 분포하고 있었다. 고토양층 안에서 서로 다른 시기에 형성된 3개의 문화층이 밝혀졌다. 가장 아래에 있는 제3문화층은 중기 구석기시대 늦은 시기에 속하고, 그 위에 있는 제2문화층과 제1문화층은 후기 구석기시대에 속하는 것으로 추정된다. 제3문화층에서 제1문화층에 걸쳐 찍개 또는 여러면석기와 같이 크고 무거운 석기 종류는 고르게 나타나지만, 제1문화층으로 갈수록 그 수가 적어든다. 3개 문화층에서 발굴된 잔손질된 석기 중에서 비교적 자주 보이는 것이 긁개와 홈날 종류이다. 제2문화층에서는 주먹도끼를 비롯하여 대형 밀개가 출토하여 관심을 끈다.
3개 문화층에서 석기제작에 이용된 돌감의 대부분은 석영과 규암 종류이며, 이와같은 암질의 돌감은 유적 주변의 곤지암천이나 노곡천에서 쉽게 발견된다. 삼리 구석기유적에서 가장 특징을 이루는 돌감은 제1문화층에서 드러난 흑요석이다. 흑요석으로 만든 석기는 제5지역에서만 발견되었다. 이곳에서는 가늘고 길죽한 흑요석 돌날(좀돌날)이 많은 양으로 발굴되었다. 한편 흑요석으로 만든 뚜르개, 슴베찌르개, 새기개 등도 나와 주목을 받고 있다.

## 참고 문헌
- 광주삼리구석기유적 - 국가유산청 국가유산포털